# Genesis 1983-1998
Genesis 1983-1998 es una caja de CD que incluye los álbumes Genesis, Invisible Touch, We Can't Dance y Calling All Stations. Además de Caras-B.

## Canciones
CD 1: Genesis
DVD 1: Genesis en 5.1 surround sound, y además:
- Vídeos promocionales: "Mama", "That’s All", "Home By The Sea/Second Home By The Sea", "Illegal Alien"
- Entrevista con la banda 2007
- Mama Tour Rehearsal 1983
- Programa del Tour Genesis 1982 (galería de 13 fotografías)
- Programa del Tour Mama 1983/4 (galería de 18 fotografías)
- Programa del concierto Six Of The Best 1982 (galería de 10 fotografías)

CD 2: Invisible Touch
DVD 2: Invisible Touch en 5.1 surround sound, y además:
- Vídeos promocionales: "Invisible Touch", "Tonight, Tonight, Tonight", "Land Of Confusion", "In Too Deep", "Anything She Does"
- Entrevista con la banda 2007
- Documental del Tour (Visible Touch) 1986 - 16:33
- Behind The Scenes-Land Of Confusion - 8:43
- OGWT - Rock Around The Clock 1986 - 25:00
- Programa del Tour 1986 (galería de 23 fotografías)

CD 3: We Can't Dance
DVD 3: We Can't Dance en 5.1 surround sound, y además:
- Vídeos promocionales: "No Son Of Mine", "Jesus He Knows Me", "I Can’t Dance", "Tell Me Why", "Hold On My Heart"
- Entrevista con la banda 2007
- No Admittance 1992 - 46:05
- Programa del Tour en Reino Unido 1992 (galería de 24 fotografías)

CD 4: Calling All Stations
DVD 4: Calling All Stations en 5.1 surround sound, y además:
- Vídeos promocionales: "Congo", "Shipwrecked" y "Not About Us"
- Estrevista con la banda 2007
- Calling All Stations EPK 1998 - 10:31
- Rock Im Park Germany - 6:51
- Programa de la televisión polaca de 1998 - 20:55
- Programa de la gira internacional de 1998 (galería de 13 fotografías)

CD 5: extras y rarezas
1. On The Shoreline - 4:49
2. Hearts On Fire - 5:17
3. Do The Neurotic - 7:07
4. Feeding The Fire - 5:54
5. I'd Rather Be You - 4:04
6. Anything Now - 7:03
7. Sign Your Life Away - 4:45
8. Run Out Of Time - 6:31

DVD 5
- Entrevista sore esta reedición 2007 - 3:21
- Archive 2 1976 to 1992 EPK - 18:57
- Knebworth 1992 - 41:01
- Ceremonia de entrega de premios MMF 2000 - 20:42

## Formación
Tony Banks – teclados, coros

Phil Collins – batería, percusión, voz, coros

Mike Rutherford – guitarras, bajo

- Datos: Q3651737